# Campanhó e Paradança
Campanhó e Paradança est une paroisse civile portugaise (en portugais : freguesia) de la municipalité de Mondim de Basto dans le district de Vila Real.

## Géographie
Campanhó e Paradança se trouve à proximité du parc naturel de l'Alvão.

## Histoire
La paroisse est créée par la loi no 11-A/2013 du 28 janvier 2013 portant réorganisation administrative du territoire des freguesias, en fusionnant les paroisses de Campanhó et Paradança. Son nom officiel est União das Freguesias de Campanhó e Paradança et son siège est fixé à Paradança.

## Démographie
Lors du recensement de 2021, Campanhó e Paradança compte 600 habitants.